# Penseroso Bluff
Das Penseroso Bluff ist ein markantes und 1944 m hohes Felsenkliff im Norden des ostantarktischen Viktorialands. In den Usarp Mountains überragt es 16 km nordöstlich des Mount Nero den schmalen, nördlichen Ausläufer der Daniels Range.
Die Nordgruppe einer von 1963 bis 1964 durchgeführten Kampagnen der New Zealand Geological Survey Antarctic Expedition erreichte das Kliff bei bewölktem Himmel, so dass es ihr als düster und trist erschien. Folglich benannte sie es, in Antithese zur Benennung des 22 km südlich liegenden Allegro Valley, nach dem schwermütigen Gedicht Il Penseroso („Der Nachdenkliche“) des englischen Dichters John Milton aus dem Jahr 1645.